# Пеулешть (Вранча)
Пеулешть, Пеулешті (рум. Păulești) — село у повіті Вранча в Румунії. Входить до складу комуни Пеулешть.
Село розташоване на відстані 168 км на північ від Бухареста, 44 км на північний захід від Фокшан, 116 км на північний захід від Галаца, 87 км на схід від Брашова.

## Населення
За даними перепису населення 2002 року у селі проживали 1390 осіб, усі — румуни. Усі жителі села рідною мовою назвали румунську.